# Bradshaw (Nebraska)
Bradshaw es una villa ubicada en el condado de York en el estado estadounidense de Nebraska. En el Censo de 2010 tenía una población de 273 habitantes y una densidad poblacional de 316,53 personas por km².

## Geografía
Bradshaw se encuentra ubicada en las coordenadas 40°53′1″N 97°44′49″O / 40.88361, -97.74694. Según la Oficina del Censo de los Estados Unidos, Bradshaw tiene una superficie total de 0.86 km², de la cual 0.86 km² corresponden a tierra firme y (0%) 0 km² es agua.

## Demografía
Según el censo de 2010, había 273 personas residiendo en Bradshaw. La densidad de población era de 316,53 hab./km². De los 273 habitantes, Bradshaw estaba compuesto por el 95.24% blancos, el 0% eran afroamericanos, el 1.47% eran amerindios, el 0.37% eran asiáticos, el 0% eran isleños del Pacífico, el 0.73% eran de otras razas y el 2.2% pertenecían a dos o más razas. Del total de la población el 5.49% eran hispanos o latinos de cualquier raza.